# كريستيان فور
كريستيان فور (بالفرنسية: Christian Faure)‏ هو دراج فرنسي، ولد في 2 مارس 1951 في Castillon-Savès ‏ في فرنسا.

## وصلات خارجية
- كريستيان فور على موقع إحصائيات الدراجات الإحترافية (الإنجليزية)
- كريستيان فور على موقع أوليمبيديا (الإنجليزية)